# Panamerikanische Spiele 2019/Segeln
Bei den Panamerikanischen Spielen 2019 in Lima fanden vom 3. bis 10. August 2019 im Segeln elf Wettbewerbe statt. Austragungsort war der Yachtclub Peruano.
Für die Wettbewerbe hatten sich insgesamt 26 Nationen qualifiziert, in denen 168 Athleten an den Start gingen.

## Wettbewerbe und Zeitplan
Insgesamt elf Wettbewerbe wurden im Rahmen der Spiele im Segeln ausgetragen. Dazu zählten je drei Wettbewerbe bei den Männern und Frauen, zwei Wettbewerbe in offenen Klassen sowie drei Konkurrenzen im Mixed.

## Ergebnisse

### Männer

#### RS:X
| Platz | Land               | Athlet                    |
| ----- | ------------------ | ------------------------- |
| 1     | Argentinien        | Bautista Saubidet Birkner |
| 2     | Vereinigte Staaten | Pedro Pascual             |
| 3     | Aruba              | Mack van den Eerenbeemt   |

#### Laser
| Platz | Land               | Athlet              |
| ----- | ------------------ | ------------------- |
| 1     | Guatemala          | Juan Ignacio Maegli |
| 2     | Brasilien          | Bruno Fontes        |
| 3     | Vereinigte Staaten | Charlie Buckingham  |

#### 49er
| Platz | Land        | Athleten                           |
| ----- | ----------- | ---------------------------------- |
| 1     | Brasilien   | Marco Grael Gabriel Borges         |
| 2     | Argentinien | Yago Lange Klaus Lange             |
| 3     | Kanada      | Alexander Heinzemann Justin Barnes |

### Frauen

#### RS:X
| Platz | Land        | Athletin             |
| ----- | ----------- | -------------------- |
| 1     | Brasilien   | Patrícia Freitas     |
| 2     | Argentinien | María Celia Tejerina |
| 3     | Peru        | María Bazo           |

#### Laser Radial
| Platz | Land               | Athletin       |
| ----- | ------------------ | -------------- |
| 1     | Kanada             | Sarah Douglas  |
| 2     | Vereinigte Staaten | Charlotte Rose |
| 3     | Argentinien        | Lucía Falasca  |

#### 49erFX
| Platz | Land               | Athletinnen                        |
| ----- | ------------------ | ---------------------------------- |
| 1     | Brasilien          | Martine Grael Kahena Kunze         |
| 2     | Vereinigte Staaten | Stephanie Roble Maggie Shea        |
| 3     | Argentinien        | Victoria Travascio María Sol Branz |

### Offene Klassen

#### Sunfish
| Platz | Land      | Athlet             |
| ----- | --------- | ------------------ |
| 1     | Brasilien | Matheus Dellagnelo |
| 2     | Kanada    | Luke Ramsay        |
| 3     | Peru      | Renzo Sanguineti   |

#### Kites
| Platz | Land               | Athlet           |
| ----- | ------------------ | ---------------- |
| 1     | Brasilien          | Bruno Lobo       |
| 2     | Uruguay            | Nicolás Landauer |
| 3     | Vereinigte Staaten | William Cyr      |

### Mixed

#### Snipe
| Platz | Land               | Athleten                           |
| ----- | ------------------ | ---------------------------------- |
| 1     | Vereinigte Staaten | Ernesto Rodriguez Hallie Schiffman |
| 2     | Uruguay            | Ricardo Fabini Florencia Parnizari |
| 3     | Brasilien          | Rafael Martins Juliana Duque       |

#### Lightning
| Platz | Land        | Athleten                                     |
| ----- | ----------- | -------------------------------------------- |
| 1     | Argentinien | Javier Conte Paula Salerno Ignacio Giammona  |
| 2     | Brasilien   | Cláudio Biekarck Isabel Ficker Gunnar Ficker |
| 3     | Chile       | Felipe Robles Andrés Guevara Paula Herman    |

#### Nacra 17
| Platz | Land               | Athleten                          |
| ----- | ------------------ | --------------------------------- |
| 1     | Vereinigte Staaten | Riley Gibbs Anna Weis             |
| 2     | Argentinien        | Mateo Majdalani Eugenia Bosco     |
| 3     | Brasilien          | Samuel Albrecht Gabriela Nicolino |

## Medaillenspiegel
| Platz  | Land               | Gold | Silber | Bronze | Gesamt |
| ------ | ------------------ | ---- | ------ | ------ | ------ |
| 01     | Brasilien          | 5    | 2      | 2      | 9      |
| 02     | Argentinien        | 2    | 3      | 2      | 7      |
| 02     | Vereinigte Staaten | 2    | 3      | 2      | 7      |
| 04     | Kanada             | 1    | 1      | 1      | 3      |
| 05     | Guatemala          | 1    | —      | —      | 1      |
| 06     | Uruguay            | —    | 2      | —      | 2      |
| 07     | Peru               | —    | —      | 2      | 2      |
| 08     | Aruba              | —    | —      | 1      | 1      |
| 08     | Chile              | —    | —      | 1      | 1      |
| Gesamt | Gesamt             | 11   | 11     | 11     | 33     |